# Ruellia aquatica
Ruellia aquatica är en akantusväxtart som beskrevs av Emery Clarence Leonard. Ruellia aquatica ingår i släktet Ruellia och familjen akantusväxter. Inga underarter finns listade i Catalogue of Life.